# Miss République dominicaine
Cet article fournit diverses informations sur les concours de beauté tenus en République dominicaine. 
Différentes jeunes femmes peuvent représenter la République dominicaine aux concours Miss Univers, Miss Monde, Miss Terre et Miss international.

## Miss République dominicaine
| Année    | Miss République dominicaine       | Province               | Miss Univers placement | Miss Univers prix spécial |
| 1927**** | Carmen Ursula Martínez Estévez    | Santiago               |                        |                           |
| 1928     | Viviana de María Batista Ruiz     | Puerto Plata           |                        |                           |
| 1929     | Luz Fausta Collado Bienvenido     | Santo Domingo          |                        |                           |
| 1952**** | Laura Cristina Rodríguez Acosta   | La Vega                |                        |                           |
| 1953**** | María Magdalena Alvarado Padrón   | Duarte                 |                        |                           |
| 1954**** | Rosa María Lama Hidalgo           | La Altagracia          |                        |                           |
| 1955**** | Angela María Trujillo Martínez    | Trujillo               |                        |                           |
| 1956     | Olga Fiallo                       | Santiago               |                        |                           |
| 1957**** | Belgica Margarita Mota de la Cruz | Pedernales             |                        |                           |
| 1958**** | Julia Cesarina Acosta Marrón      | Espaillat              |                        |                           |
| 1962     | Sarah Olimpia Frómeta             | Puerto Plata           |                        | Miss Congeniality         |
| 1963     | Carmen Benicia Abinader de Benito | Distrito Nacional      |                        |                           |
| 1964     | Clara Edilia Chapuseaux Soñé      | San Rafael             |                        |                           |
| 1965     | Clara Herrera                     | Sánchez Ramírez        |                        |                           |
| 1966     | Jeanette Dotel Montes de Ocoa     | San Juan               |                        |                           |
| 1967     | Jeanette Rey Garcia               | Duarte                 |                        |                           |
| 1968     | Ana María Ortíz                   | Puerto Plata           |                        |                           |
| 1969     | Rocío García                      | Samaná                 |                        |                           |
| 1970     | Sobeida Fernández                 | Valverde               |                        |                           |
| 1971     | Sagrario Reyes                    | El Seibo               |                        |                           |
| 1972     | Ivonne Butler                     | Barahona               |                        |                           |
| 1973     | Lily Fernández                    | Salcedo                |                        |                           |
| 1974     | Jacqueline Cabrera                | Espaillat              |                        |                           |
| 1975     | Milvia Troncoso                   | Dajabón                |                        |                           |
| 1976     | Norma Lora                        | Independencia          |                        |                           |
| 1977**   | Blanca Aurora Sardiñas            | Puerto Plata           | Top 12                 |                           |
| 1978     | Raquel Jacobo                     | María Trinidad Sánchez |                        |                           |
| 1979     | Viena Elizabeth García            | Samaná                 |                        |                           |
| 1980     | Milagros Germán                   | Santiago Rodríguez     |                        |                           |
| 1981     | Fausta Peña                       | Puerto Plata           |                        |                           |
| 1982     | Soraya Morey                      | San Pedro de Macorís   |                        |                           |
| 1983     | María Alexandra Astwood           | Distrito Nacional      |                        |                           |
| 1984     | Sumaya Heinsen                    | Puerto Plata           |                        |                           |
| 1985     | Melba Vicens Bello                | Distrito Nacional      |                        |                           |
| 1986     | Lissette Chamorro                 | Monte Cristi           |                        |                           |
| 1987     | Carmen Rita Pérez                 | Santiago               |                        |                           |
| 1988     | Patricia Jiménez                  | Duarte                 | Top 10                 |                           |
| 1989     | Anny Canaán                       | La Vega                |                        |                           |
| 1990     | Rosario Rodríguez                 | Distrito Nacional      |                        |                           |
| 1991     | Melissa Vargas                    | Santiago               |                        |                           |
| 1992     | Liza González                     | Santiago               |                        |                           |
| 1993     | Odalisse Rodríguez                | Distrito Nacional      |                        |                           |
| 1994     | Vielka Valenzuela                 | La Vega                |                        |                           |
| 1995     | Cándida Lara Betances             | San Cristóbal          | Top 10                 |                           |
| 1996     | Sandra Abreu                      | La Romana              |                        |                           |
| 1997     | Cesarina Mejía                    | Azua                   |                        |                           |
| 1998     | Selinée Méndez                    | Monseñor Nouel         |                        |                           |
| 1999***  | Luz Cecilia García Guzmán         | Moca                   |                        |                           |
| 2000***  | Gilda Jovine                      | Constanza              |                        |                           |
| 2001***  | Claudia Cruz de los Santos        | San Juan               |                        |                           |
| 2001     | Ruth Ocumárez Apataño             | San Pédro De Macorís   |                        |                           |
| 2002     | Amelia Vega Polanco               | Santiago               | Miss Univers 2003      | Best National Costume     |
| 2004     | Larissa del Mar Fiallo Scanlón    | La Vega                |                        |                           |
| 2005     | Renata Soñé Savery                | Distrito Nacional      | 2e dauphine            |                           |
| 2006     | Mía Lourdes Taveras López         | Santiago               |                        |                           |
| 2007     | Massiel Indira Taveras Henríquez  | Santiago               |                        |                           |
| 2008     | Marianne Elizabeth Cruz González  | Hermanas Mirabal       | 2e dauphine            |                           |
| 2009     | Ada Aimée de la Cruz              | San José de Ocoa       | 1re dauphine           |                           |
| 2010     | Eva Carolina Arias Viñas          | Espaillat              |                        |                           |
| 2011     | Dalia Cristina Fernández Sánchez  | Santiago               |                        |                           |
| 2012     | Dulcita Lieggi Francisco          | Distrito Nacional      |                        |                           |
| 2013     | Yaritza Miguelina Reyes Ramírez   | Elías Piña             | Top 10                 |                           |
| 2014     | Kimberly Altagracia Castillo Mota | Higuey                 |                        |                           |
| 2015     | Clarissa María Molina Contreras   | Espaillat              | Top 10                 |                           |
| 2016     | Rosalba Abreu Garcías             | Maimón                 |                        |                           |
| 2017     | Carmen Muñoz Guzmán               | Duarte                 |                        |                           |
| 2018     | Aldy María Bernard Bonilla        | Laguna Salada          |                        |                           |
| 2019     | Clauvid Luz Dály Cabrera          | Punta Cana             | Top 20                 |                           |
| 2020     | Kimberly Marie Jiménez Rodríguez  | La Romana              | 4eme dauphine          |                           |
| 2021     | Debbie Áflalo Vargas              | Azua                   |                        |                           |
| 2022     | Andreína Martínez Fournier-Rosado | Santiago               | 2e dauphine            |                           |
| 2023     | Mariana Isabel Downing            | Sanchez Ramírez        |                        |                           |
| 2024     | María Celine Santos Frias         | La Altagracia          | Top 30                 |                           |
| 2025     | Jennifer Ventura                  | Barahona               |                        |                           |

## Miss République dominicaine pour Miss Monde

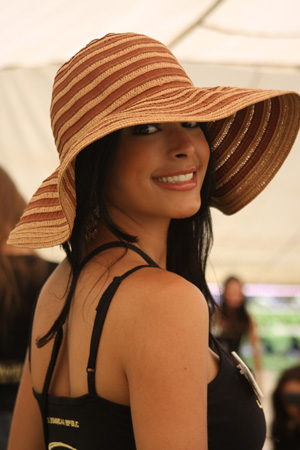
Geisha Montes de Oca, Miss Dominican Republic World 2008

| Année | Titre                                 | Province              | Classement à Miss Monde |
| ----- | ------------------------------------- | --------------------- | ----------------------- |
| 1966  | Jeanette Dotel Montes de Ocoa         | San Juan              | Top 15                  |
| 1967  | Margarita Rosa Rueckschnat Schott     | Distrito Nacional     |                         |
| 1968  | Ingrid García                         | Duarte                |                         |
| 1969  | Sandra Simone Cabrera Cabral          | Peravia               |                         |
| 1970  | Fatima Schéker*                       | La Altagracia         |                         |
| 1971  | Haydée Kuret                          | Barahona              |                         |
| 1972  | Teresa Evangelina Medrano             | Puerto Plata          |                         |
| 1973  | Clariza Duarte Garrido                | Puerto Plata          | Top 6                   |
| 1974  | Giselle Scanlon Grullón               | La Vega               |                         |
| 1975  | Carmen Rosa Arredondo Pou             | Ciudad Santo Domingo  |                         |
| 1976  | Jenny Corporan Viñas                  | Santiago              |                         |
| 1977  | Jackeline Patricia Hernández          | La Altagracia         |                         |
| 1978  | Jenny Polanco                         | Puerto Plata          |                         |
| 1979  | Sabrina Brugal Tillan                 | Baoruco               |                         |
| 1980  | Patricia Polanco Alvarez              | Santiago              |                         |
| 1981  | Josefina Maria Cuello Pérez           | Duarte                |                         |
| 1982  | Mariasela Álvarez Lebrón              | Distrito Nacional     | MISS MONDE 1982         |
| 1983  | Maribel Estrella Florentino           | Azua                  |                         |
| 1984  | Mayerlinne Inés de Lara               | Seibo                 |                         |
| 1985  | María T. González Hernández (Mariela) | Santiago              |                         |
| 1986  | Susan González                        | Santiago              |                         |
| 1987  | Paula Lora                            | Salcedo               |                         |
| 1988  | María Josefina Martínez               | Santiago Rodríguez    |                         |
| 1989  | Irma Mauri                            | Puerto Plata          |                         |
| 1990  | Brenda Marte Lajara                   | Pedernales            |                         |
| 1991  | Rosanna Rodríguez Portalatín          | La Vega               |                         |
| 1992  | Gina María Rojas Mañón                | La Vega               |                         |
| 1993  | Lynn Alvarez Klinken                  | La Vega               |                         |
| 1994  | Claudia Franjul González              | Baní                  |                         |
| 1995  | Patricia Bayonet Robles               | El Seibo              |                         |
| 1996  | Idelsa Núñez Torres                   | Azua                  | Top 10                  |
| 1997  | Carolina Estrella Peña                | Puerto Plata          |                         |
| 1998  | Sharmin Arelis Díaz Escoto            | San Pédro De Macorís  |                         |
| 1999  | Luz Cecilia García Guzmán             | Moca                  |                         |
| 2000  | Claudia Santaella                     | Distrito Nacional     |                         |
| 2001  | Jeimy Castillo Molina                 | Bonao                 |                         |
| 2002  | Jeimi Hernández****                   | Bonao                 |                         |
| 2003  | María Eugenia Vargas                  | Sánchez Ramírez       | Top 20                  |
| 2004  | Claudia Julissa Cruz Rodríguez        | Monseñor Nouel        | 1re dauphine            |
| 2005  | Elisa Abreu de los Santos***          | La Vega               |                         |
| 2006  | Paola Torres Cohen                    | Santiago              |                         |
| 2007  | Ada Aimeé de la Cruz                  | San Cristóbal         | Top 16 Beach Beauty     |
| 2008  | Geisha Nathali Montes de Oca Robles   | Distrito Nacional     |                         |
| 2009  | Ana Rita Contreras Sosa               | Monte Plata           |                         |
| 2010  | Elizabeth Turra Brower****            | Distrito Nacional     |                         |
| 2011  | Marianly Tejada Burgos                | Duarte                | Miss World Sport        |
| 2012  | Saly Aponte Tejada                    | Hermanas Mirabal      | Top 30                  |
| 2013  | Joely Bernat                          | Santiago              | Top 20                  |
| 2014  | Dhío Moreno                           | Santo Domingo         | Top 25                  |
| 2015  | Cinthya Núñez                         | San Francisco         |                         |
| 2016  | Yaritza Reyes                         | Santo Domingo         | 1re dauphine            |
| 2017  | Aletxa Mueses                         | San José de las Matas | Top 40                  |
| 2018  | Denise Romero                         | Higüey                |                         |
| 2019  | Alba Marie Blair                      | Jarabacoa             |                         |
| 2021  | Emmy Peña                             | Duarte                | Top 40                  |
| 2023  | María Victoria Bayo                   | Santo Domingo         | Top 12                  |

## Miss Dominican Republic International
| Année | Titre                            | Province                | Classement à Miss International |
| ----- | -------------------------------- | ----------------------- | ------------------------------- |
| 1962  | Milagros Garcia Duval            | Santiago Rodríguez      |                                 |
| 1963  | Norma Guzman Simo                | Espaillat               |                                 |
| 1964  | Mildred Almonte Rouas            | Valverde                |                                 |
| 1967  | Vivien Susana Estrella           | Santiago                |                                 |
| 1989  | Elbanira Morales de la Rosa      | Azua                    |                                 |
| 1990  | Vivian Aelin Calderon            | Puerto Plata            |                                 |
| 1991  | Melissa Vargas                   | Santiago                |                                 |
| 1992  | Giselle del Carmen Abreu         | Barahona                | Top 15                          |
| 1994  | Alexia Lockhart                  | Santiago                |                                 |
| 1995  | Candida Lara                     | San Cristóbal           |                                 |
| 1996  | Sandra Abreu                     | La Romana               |                                 |
| 1997  | Elsa Maria Pena Rodriguez        | Peravia                 |                                 |
| 1998  | Sorangel Fersobe Matos           | San Juan de la Maguana  |                                 |
| 1999  | Patsi Arias                      | Peravia                 | Top 15                          |
| 2000  | Daniela Marleny Andrade Martinez | Samaná                  |                                 |
| 2001  | Belgica Judith Cury              | Santo Domingo Este      | Top 15                          |
| 2002  | Jeimi Vanessa Hernandez Franjul  | Bonao                   | Top 12                          |
| 2004  | Carol Melissa Arciniegas Disla   | Com. Dom. en Nueva York |                                 |
| 2005  | Yadira Geara Cury                | Espaillat               | 1re dauphine                    |
| 2006  | Wilma Joama Abreu Nazario        | Monte Plata             | Top 12                          |
| 2007  | Ana Carolina Viñas               | La Altagracia           |                                 |
| 2008  | Claudia Mabel Peña Gómez         | Monseñor Nouel          |                                 |
| 2009  | Victoria Fernández               | Santiago                | Top 15                          |
| 2010  | Sofinel Báez                     | Santo Domingo           |                                 |
| 2011  | Catherine Ramírez Rosario        | Espaillat               |                                 |
| 2012  | Melody Carol Mir Jiménez         | Santiago                | 3eme dauphine                   |
| 2013  | Carmen Muñoz Guzmán              | Licey al Medio          |                                 |
| 2014  | Bárbara Santana                  | Com. Dom. en Nueva York |                                 |
| 2015  | Irina Peguero                    | Salvaleón de Higüey     |                                 |
| 2016  | Cynthia Núñez                    | San Francisco           | Top 15                          |
| 2017  | Jennifer Valdez                  | Pedernales              |                                 |
| 2018  | Stéphanie Bustamante             | Com. Dom. en Nueva York |                                 |
| 2019  | Zaidy Bello                      | Santo Domingo           |                                 |
| 2022  | Celinee Santos                   | La Altagracia           | 4eme dauphine                   |
| 2023  | Yamilex Hernández                | La Vega                 | Top 15                          |

## Miss République dominicaine pour Miss Terre
| Année | Titre                 | Province                 | Classement à Miss Terre |
| ----- | --------------------- | ------------------------ | ----------------------- |
| 2001  | Catherine Núñez       | Elías Piña               |                         |
| 2002  | Yilda Santana         | Duvergé                  |                         |
| 2003  | Suanny Frotaan        | La Romana                |                         |
| 2004  | Nileny Estevez        | Santiago Rodríguez       |                         |
| 2005  | Amell Santana         | Hato Mayor               | 1re dauphine            |
| 2006  | Alondra Peña          | Puerto Plata             |                         |
| 2007  | Themys Fabrier        | Azua                     | Top 16                  |
| 2008  | Diana Flores          | San Francisco de Macorís |                         |
| 2009  | Mariel García         | San Francisco de Macoris |                         |
| 2010  | Wisleidy Osorio       | Samaná                   |                         |
| 2011  | Sarah María Féliz Mok | Monseñor Nouel           |                         |

## Miss Supranational República Dominicana
| Année | Titre            | Province         | Classement                          |
| ----- | ---------------- | ---------------- | ----------------------------------- |
| 2009  | Kirsis Celestino | La Romana        |                                     |
| 2010  | Darling Cruz     | Puerto Plata     |                                     |
| 2011  | Sofinel Báez     | Santo Domingo    | Miss Supranational Americas, Top 20 |
| 2012  | Saly Aponte      | Hermanas Mirabal | TBA                                 |

## Miss Turismo Dominicana
| Année | Titre                     | Province          | Classement |
| ----- | ------------------------- | ----------------- | ---------- |
| 2008  | Keiry Calderón de Palmero | Distrito Nacional |            |
| 2009  | Audris Rijo Gómez         | La Altagracia     |            |
| 2011  | Laura Báez                | Peravia           |            |

## Miss Continente Americano (1redauphine)
| Année | Titre                     | Province          | Classement                                                         |
| ----- | ------------------------- | ----------------- | ------------------------------------------------------------------ |
| 2006  | Mía Lourdes Taveras López | Santiago          | Gagnante                                                           |
| 2007  | Marianne Cruz González    | Salcedo           | Gagnante                                                           |
| 2008  | Mariel Sabogal Cruz       | La Romana         |                                                                    |
| 2009  | Rocío Castellanos         | Distrito Nacional | Remplaçante d'Ana Contreras (couronnée Miss Mundo Dominicana 2009) |
| 2010  | Alma Alvarez Alfonzo      | Samana            | 3e dauphine                                                        |
| 2011  | Dalia Fernández           | Santiago          | Virreina et Best Face                                              |
| 2012  | Carolyn Hawa              | Santiago          |                                                                    |

## Reina Hispanoamericana
| Année | Titre                            | Province          | Classement  |
| ----- | -------------------------------- | ----------------- | ----------- |
| 2006  | Mónica Angulo                    | Santiago          | Top 6       |
| 2007  | Massiel Indira Taveras Henríquez | Santiago          | Gagnante    |
| 2008  | Mariel Isabel Sabogal Cruz       | La Romana         |             |
| 2009  | Rocío Castellanos                | Distrito Nacional | 4e dauphine |
| 2010  | Sthephanie Liriano               | Dajabón           |             |
| 2011  | Cherry Elizabeth Jiménez Jáquez  | San Cristóbal     |             |
| 2012  | Alondra Peña                     | Peravia           |             |

## Miss Caraïbes3edauphine
| Année | Titre              | Province                    | Classement à Miss Caraïbes |
| ----- | ------------------ | --------------------------- | -------------------------- |
| 2006  | Dawilda Cid        | Distrito Nacional           | 1re dauphine               |
| 2007  | Sheila Ynoa García | Duarte                      | Gagnante                   |
| 2008  | Yadira Geara Cury  | Distrito Nacional           | 1re dauphine               |
| 2009  | Sahoni Camarena    | San Cristóbal               | Top 5                      |
| 2010  | [sic] Duran Caba   | Comunidad dominicana en USA | Gagnante                   |

## Miss Global City4edauphine
| Année | Titre                      | Province        | Classement à Miss Caraïbes |
| ----- | -------------------------- | --------------- | -------------------------- |
| 2006  | Mía Lourdes Taveras López  | Santiago        | Gagnante                   |
| 2007  | Yessenia Aybar             | Sánchez Ramírez | 1re dauphine               |
| 2008  | Mariel Ivette Sabogal Cruz | La Romana       |                            |
| 2009  | Ana Viñas                  | Santiago        |                            |
| 2010  | Mayte Brito                | San Cristóbal   | Gagnante                   |

## Salles
| Année | Salle |
| ----- | --- |
| 1927  | Palacio Federal, Santo Domingo, République dominicaine                                                                     |
| 1928  | Palacio Federal, Santo Domingo, République dominicaine                                                                     |
| 1929  | Palacio Federal, Santo Domingo, République dominicaine                                                                     |
| 1952  | Palacio Federal, Santo Domingo, République dominicaine                                                                     |
| 1953  | Palacio Federal, Santo Domingo, République dominicaine                                                                     |
| 1954  | Palacio Federal, Santo Domingo, République dominicaine                                                                     |
| 1955  | Palacio Federal, Santo Domingo, République dominicaine                                                                     |
| 1956  | Palacio Federal, Santo Domingo, République dominicaine                                                                     |
| 1957  | Palacio Federal, Santo Domingo, République dominicaine                                                                     |
| 1958  | Palacio Federal, Santo Domingo, République dominicaine                                                                     |
| 1962  | La Concha Acústica del Hotel Embajador, Santo Domingo, République dominicaine                                              |
| 1963  | La Concha Acústica del Hotel Embajador, Santo Domingo, République dominicaine                                              |
| 1964  | La Concha Acústica del Hotel Embajador, Santo Domingo, République dominicaine                                              |
| 1965  | La Concha Acústica del Hotel Embajador, Santo Domingo, République dominicaine                                              |
| 1966  | La Concha Acústica del Hotel Embajador, Santo Domingo, République dominicaine                                              |
| 1967  | La Concha Acústica del Hotel Embajador, Santo Domingo, République dominicaine                                              |
| 1968  | La Concha Acústica del Hotel Embajador, Santo Domingo, République dominicaine                                              |
| 1969  | La Concha Acústica del Hotel Embajador, Santo Domingo, République dominicaine                                              |
| 1970  | Palacio de las Bellas Artes, Santo Domingo, République dominicaine                                                         |
| 1971  | Auditorio del Bueno Café del Hotel Lina, Santo Domingo, République dominicaine                                             |
| 1972  | Auditorio del Bueno Café del Hotel Lina, Santo Domingo, République dominicaine                                             |
| 1973  | Auditorio del Bueno Café del Hotel Lina, Santo Domingo, République dominicaine                                             |
| 1974  | La Concha Acústica del Hotel Embajador, Santo Domingo, République dominicaine                                              |
| 1975  | La Concha Acústica del Hotel Embajador, Santo Domingo, République dominicaine                                              |
| 1976  | Carnaval de la Feria del Hotel Hyatt, Santo Domingo, République dominicaine                                                |
| 1977  | Carnaval de la Feria del Hotel Hyatt, Santo Domingo, République dominicaine                                                |
| 1977  | Secretaria de Estado de Turismo, Santo Domingo, République dominicaine                                                     |
| 1978  | Carnaval de la Feria del Hotel Hyatt, Santo Domingo, République dominicaine                                                |
| 1979  | Carnaval de la Feria del Hotel Hyatt, Santo Domingo, République dominicaine                                                |
| 1980  | Night Club La Fuente del Hotel Jaragua, Santo Domingo, République dominicaine                                              |
| 1981  | Night Club La Fuente del Hotel Jaragua, Santo Domingo, République dominicaine                                              |
| 1982  | Night Club La Fuente del Hotel Jaragua, Santo Domingo, République dominicaine                                              |
| 1983  | Palacio de las Bellas Artes, Santo Domingo, République dominicaine                                                         |
| 1984  | Palacio de las Bellas Artes, Santo Domingo, République dominicaine                                                         |
| 1985  | Auditorio del Bueno Café del Hotel Lina, Santo Domingo, République dominicaine                                             |
| 1986  | Renaissance Auditorio de Festival del Hotel Jaragua, Santo Domingo, République dominicaine                                 |
| 1987  | Auditorio del Centro León, Santiago de los Caballeros, République dominicaine                                              |
| 1988  | Casa de España, Santo Domingo, République dominicaine                                                                      |
| 1989  | Estudio A de Rahintel, Santo Domingo, République dominicaine                                                               |
| 1990  | Auditorio de la Tasita de Plata en Hotel Eurotel Beach Resort & Casino, San Felipe de Puerto Plata, République dominicaine |
| 1991  | Palacios de los Deportes, Santo Domingo, République dominicaine                                                            |
| 1992  | Auditorio del Acuario Nacional de la República Dominicana, Santo Domingo, République dominicaine                           |
| 1993  | Renaissance Auditorio de Festival del Hotel Jaragua, Santo Domingo, République dominicaine                                 |
| 1994  | Renaissance Auditorio de Festival del Hotel Jaragua, Santo Domingo, République dominicaine                                 |
| 1995  | Renaissance Auditorio de Festival del Hotel Jaragua, Santo Domingo, République dominicaine                                 |
| 1996  | Renaissance Auditorio de Festival del Hotel Jaragua, Santo Domingo, République dominicaine                                 |
| 1997  | Renaissance Auditorio de Festival del Hotel Jaragua, Santo Domingo, République dominicaine                                 |
| 1999  | Renaissance Auditorio de Festival del Hotel Jaragua, Santo Domingo, République dominicaine                                 |
| 2000  | Renaissance Auditorio de Festival del Hotel Jaragua, Santo Domingo, République dominicaine                                 |
| 2001  | Renaissance Auditorio de Festival del Hotel Jaragua, Santo Domingo, République dominicaine                                 |
| 2001  | Renaissance Auditorio de Festival del Hotel Jaragua, Santo Domingo, République dominicaine                                 |
| 2002  | Teatro Nacional de la República Dominicana, Santo Domingo, République dominicaine                                          |
| 2004  | Palacios de los Deportes, Santo Domingo, République dominicaine                                                            |
| 2005  | Palacios de los Deportes, Santo Domingo, République dominicaine                                                            |
| 2006  | Palacios de los Deportes, Santo Domingo, République dominicaine                                                            |
| 2007  | Renaissance Auditorio de Festival del Hotel Jaragua, Santo Domingo, République dominicaine                                 |
| 2008  | Antena Estudio de Canal 4, Santo Domingo, République dominicaine                                                           |
| 2009  | Centro de Convenciones de San Souci, Santo Domingo Este, République dominicaine                                            |
| 2010  | Renaissance Auditorio de Festival del Hotel Jaragua, Santo Domingo, République dominicaine                                 |
| 2011  | Renaissance Auditorio de Festival del Hotel Jaragua, Santo Domingo, République dominicaine                                 |
| 2012  | Teatro la Fiesta del Hotel Jaragua, Santo Domingo, République dominicaine                                                  |